# Steeltown Records
La Steeltown Records era un'etichetta discografica attiva dal 1966 al 1972, fondata da Gordon Keith a Gary, Indiana. È meglio conosciuta come l'etichetta con la quale i Jackson 5 pubblicarono i loro primi due singoli, Big Boy e We Don't Have to Be over 21 (To Fall in Love) prima di passare alla Motown.